# Robert Walter

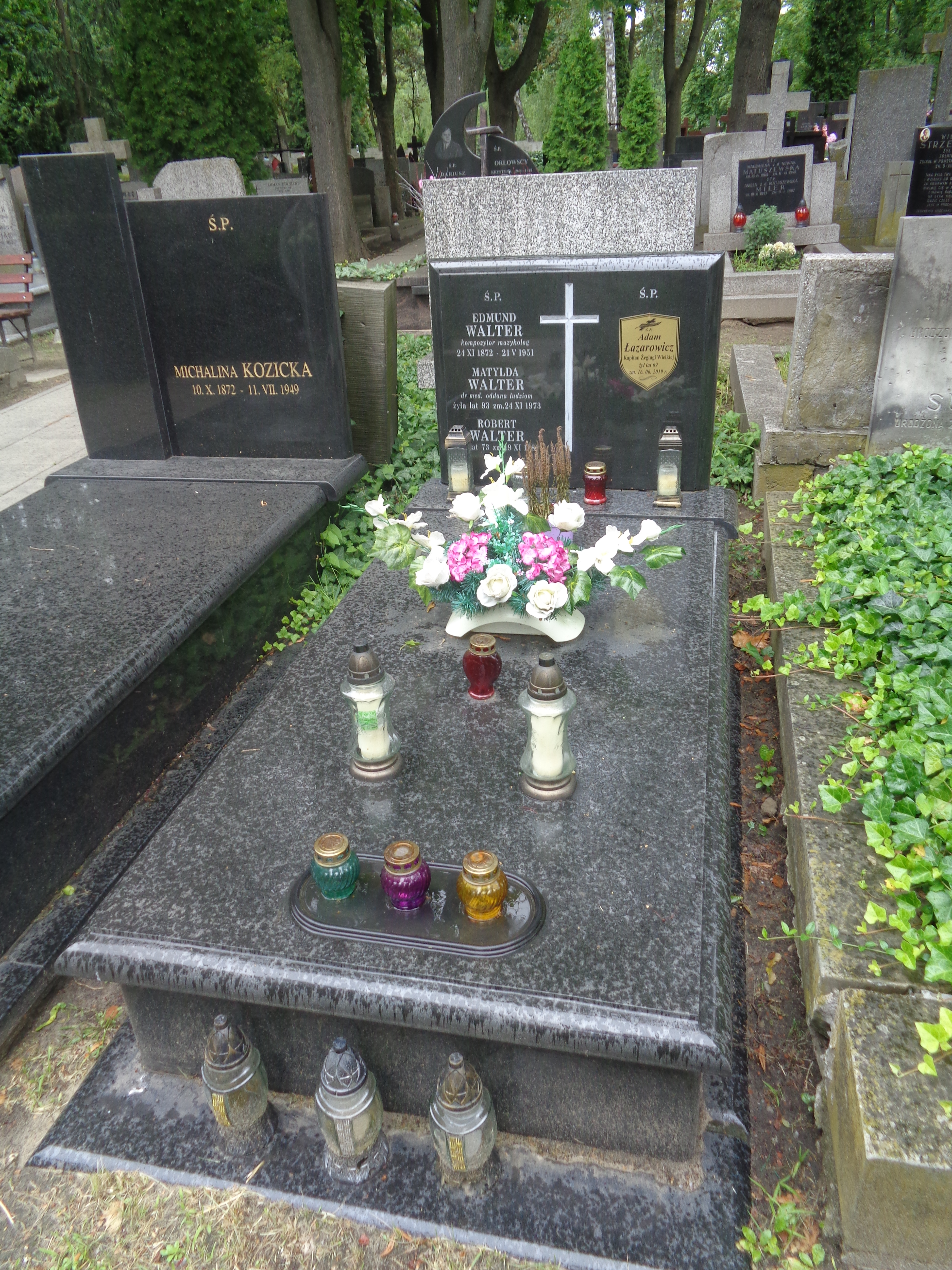
Grób Roberta Waltera i jego rodziców Edmunda i Matyldy Walterów na Cmentarzu Wojskowym na Powązkach

Robert Maria Walter (ur. 7 listopada 1908 we Lwowie, 19 listopada 1981) – polski antropozof i astrolog, homeopata, jasnowidz i mistyk.

## Życiorys
Jego rodzicami byli sędzia Edmund Emilian i Matylda Maria z domu Zontak (1880–1973), przedsiębiorczyni, działaczka społeczna na rzecz Żydów w okupowanej Polsce, Sprawiedliwa wśród Narodów Świata.
W latach 1927–1928 był uczniem pierwszej szkoły waldorfskiej założonej w 1919 w Stuttgarcie. Mieszkał w Komorowie pod Warszawą.
W maju 1952 został aresztowany przez UB pod zarzutami przynależności do nielegalnej organizacji i współpracy z władzami hitlerowskimi poprzez utrzymywania w latach 1940–1944 kontaktów z oficerem Abwerhy Borisem Smysłowskim. W latach 1952–1954 był przetrzymywany w więzieniu mokotowskim w Warszawie.
W ostatnich latach życia bardzo bliski duchowości katolickiej, wysoko cenił mistykę siostry Faustyny Kowalskiej.
Zmarł na raka wątroby, pochowany na cmentarzu Powązki Wojskowe w Warszawie (kwatera A-11-17).

## Działalność
Zgromadził w Komorowie bibliotekę naukową, liczącą ok. 13 tysięcy tomów, w tym zbiór prac dotyczących ezoteryki.
Za swojego nauczyciela i duchowego mistrza uznawali go m.in. Jerzy Prokopiuk (który opublikował wspomnienia o Walterze), aktorka Nina Andrycz i tłumaczka Anna Jędrychowska.